# ネカリ
ネカリ（Necalli）は、カプコンの対戦型格闘ゲーム『ストリートファイターV』に登場する架空の人物。
担当声優は松山鷹志。

## 概要
『ストリートファイターV』（以下『ストV』と表記）で初登場したキャラクターで、最初から使用可能な新キャラクター4人のうちの1人。
『ストV』の公式サイトでは「強い者の魂を喰らう古の戦士」と説明されている。
人間としての理性を持たない凶暴な性格で、語尾を二重に重ねて喋る癖がある。
作中では明らかにされていないが、ネカリが持つ力はリュウや豪鬼と同じ殺意の波動であるとされている。

## キャラクターの設定
数百年に一度の「闘いの刻」が訪れたとき、現れる。多くの戦士が集うその時に、強い戦士の魂を喰らうためにネカリが現れるのは、同時に世界の危機を意味している。そしてネカリに襲われるということはその者が強き戦士、真の戦士の証である。
ストーリーモードでは「予言する戦士」（声：山本兼平）の予言としてネカリが語られる。ネカリに襲われるのは「赤き力を宿す、惑い進む者=リュウ」、「火の神に仕える者=ダルシム」、「世界を滅びで満たす者=ベガ」であり、いずれも敗北しネカリに喰われることが予言される。そして予言する戦士のもとにもネカリが現れ闘いとなり、予言する戦士はネカリに一撃打ち込むも敗北しネカリに喰われた。
ネカリの周囲には触れた者の精神を汚染する瘴気が展開されており、その瘴気に汚染された者はネカリと同様に強い者を求めて暴れだす。魂を喰らうとされているが、ネカリや豪鬼のストーリーモードでは腕を粘土状にして相手を包み込んで直接体内に吸収する描写がされている。
『ストV』のゼネラルストーリーでは、最初にナッシュの意識の中に登場する。そのときは羊の姿をしており、泥に包まれながらネカリに変形しナッシュの「彷徨う執念」を喰らおうと襲い掛かる。
ストーリーモードの予言のとおり、リュウとダルシムがいるインドに現れリュウに襲い掛かる。力を奔流させ瘴気を展開させたことでリュウの殺意の波動を引き出させ、殺意の波動に呑まれかけたリュウを止めたダルシムと闘うネカリだったが、シャドルーが開発した「黒い月」によって日食が起こると「ゲテペ」と叫び、泥となって消える。
シャドルー基地でベガとナッシュが戦っていたところに現れ、予言の通りベガに襲い掛かるもネカリは敗北し、再び泥となってその場から消える。
再びリュウのもとに現れ死闘を繰り広げるが、殺意の波動を克服したリュウの一撃を喰らい奔流した力を失う。自分の腹に収まらない力を持つリュウはもはやただの贄ではないと理解したネカリは泥となり消え、再び現れることはなかった。
豪鬼のストーリーモードでは豪鬼を喰らい取り込むことに成功したが、殺意の波動を突沸させた豪鬼に肉体を破裂させられる。
魂が存在しない、殺意の波動そのものである影ナル者に対しては「眠れ」と発言している。

## 技の解説
突進技やコマンド投げ、地を踏み鳴らす衝撃で相手を吹き飛ばしたりなどパワフルな格闘スタイルが特徴。攻撃こそ重いものが多いが、移動速度は速く機動力も高い。能力を強化させるVトリガーは発動させると、そのラウンドが終わるまで効果が続くのが特徴。

### 通常技
| 操作     | 立ち     | しゃがみ | 斜めジャンプ |
| -------- | -------- | -------- | ------------ |
| 弱パンチ | 血切る   | 血貫き   | 血取り       |
| 中パンチ | 贄剥ぎ   | 贄飲み   | 生裂き       |
| 強パンチ | 魂喰らい | 魂掴み   | 魂抉り       |
| 弱キック | 血選び   | 血探し   | 血落とし     |
| 中キック | 贄穿ち   | 贄崩し   | 贄捕り       |
| 強キック | 魂突き   | 魂削り   | 魂狩り       |

### Vシステム
導く呼び声〔みちびくよびごえ〕
Vリバーサル。前のめりで大声を上げ、衝撃波で吹き飛ばす。
朔破る咆哮〔さくやぶるほうこう〕
Vシフトブレイク。

#### Vスキル
力の集約〔ちからのしゅうやく〕 [I]
両腕を掲げ、地面に打ち付ける。腕が地に打ち付けられると、別の位置の地面から衝撃を起こす。レバー入力で位置を調節することができる。
地を這う獣〔ちをはうけもの〕 [II]
地面を這う飛び道具。非常に弾速が遅いが、ヒット時は相手を膝崩れダウンさせる。

#### Vトリガー
力の奔流〔ちからのほんりゅう〕 [I]
Vリバーサルが使えなくなる代わりにパンチ系の通常技と特殊技および必殺技とVスキルの性能が強化され、新たに「煙纏う鏡」が必殺技として使えるようになる。
一度発動するとラウンドの終了まで効果が継続する。
力の迸発〔ちからのほうはつ〕 [II]
Vリバーサルが使えなくなる代わりにパンチ系の通常技と特殊技および必殺技とVスキルの性能が強化され、新たに「黄金の心臓」が必殺技として使えるようになる。
一度発動するとラウンドの終了まで効果が継続する。

### 投げ技
魂の刻印〔たましいのこくいん〕
頭を掴んで地面にねじ伏せ、蹴り飛ばす。
魂の選別〔たましいのせんべつ〕
顔面を掴み逆の腕で腹部に掌を打ち込みつつ持ち上げ、後方に投げ飛ばす。

### 特殊技
解放の短刀〔かいほうのたんとう〕
低く飛び上がって、腕を振り下ろしながら切り裂く。しゃがみガード不能の中段技。
太陽の道〔たいようのみち〕
空中で一瞬静止し、鋭角で急降下蹴りを繰り出す。
祭壇への誘い〔さいだんへのいざない〕
Vスキル[I]選択時のみ使用できる。立ち中キック、立ち強キック、「力の集約」の連撃。
混沌の使者〔こんとんのししゃ〕
Vスキル[II]選択時のみ使用できる。立ち中キック、立ち強キック、「地を這う獣」の連撃。

### 必殺技
円盤の導き〔えんばんのみちびき〕
前方に突進して、両腕で切り裂く。EX版は両腕を1回ずつ振りつつ進みんでから突進して切り裂く。
技中は飛び道具を相殺する効果があるため、相手が飛び道具を撃ったことを見てから発動すればほぼ確実に攻撃が当たる。
猛る灯火〔たけるともしび〕
両腕で切り裂きながら飛び上がる、対空技。弱は投げに対して、中は下段、強は打撃攻撃と飛び道具に対して無敵という効果があり、EX版は完全無敵。
勇猛なる決起〔ゆうもうなるけっき〕
片足を上げて、地を踏み鳴らす。強は踏みつけた衝撃で相手を吹き飛ばすため、特定の必殺技で追撃ができる。EX版は片足ずつ2連続で踏みつける。
地を踏み鳴らしたときに起こる衝撃波は、飛び道具を相殺する効果がある。
大地の仮面〔だいちのかめん〕
相手の顔面を掴み、軽々と持ち上げ飛び上がり地面に叩きつける。EX版は壁に向かって投げつけ、相手は壁で跳ね返ってくるため追撃ができる。
煙纏う鏡〔けむりまとうかがみ〕
Vトリガー[I]発動中に使用できる。その場で踏ん張り、飛び上がって地面に掌を叩きつける。Vスキルをキャンセルして発動できる。
相手をダウンさせるほか、ボタンホールドすることで地面に掌を叩きつけた衝撃で相手を高く吹き飛ばす。ボタンホールドでヒットした場合は地面にダウンした相手に4階まで同じ技で追撃ができる。
黄金の心臓〔おうごんのしんぞう〕
Vトリガー[II]発動中に使用できる。前のめりになりながら大声と共に低速で射程の短い、小さな赤い気の盾を放つ。

### クリティカルアーツ
名誉の儀式〔めいよのぎしき〕
飛び上がって相手の頭を掴み地面にねじ伏せると、そのまま相手を地面に擦り付けながら進み壁に叩きつけ、24連続の切り裂きで襲い掛かる。
魂の献上〔たましいのけんじょう〕
Vトリガー発動中はこの技になる。飛び上がって相手の頭を掴み地面にねじ伏せると、そのまま相手を地面に擦り付けながら進み壁に叩きつけ、赤黒い気を相手に打ち込む。

## 登場作品
- ストリートファイターV
- モンスターストライク
- グランブルーファンタジー